# Tau-protein
Tau-protein, Tau eller τ protein efter det græske bogstav Tau) er et protein, der stabiliserermikrotubuli i axoner og deltager i faciliteringen af exocytosen af synaptiske vesikler med neurotransmitter. Der er masser af tau i det centrale nervesystems neuroner, og der er færre andre steder, men der er også tau i meget små mængder i CNS's astrocyter og oligodendrocyter. Tau findes som seks meget opløselige isoformer (varianter) med op til 441 aminosyrer. Isoformerne bliver produceret ved alternativ splejsning fra genet MAPT (mikrotubuli-associeret protein tau), som findes på kromosom 17.
Tau-proteinets indre struktur er delvist uordnet, og neurodegenerativesygdomme som Alzheimers sygdom og Parkinsons sygdom, er associeret med tau, der er blevet fejlfoldet, selvaggregeret og ikke længere stabiliserer mikrotubuli ordentligt, jvf.  Proteinfejlfoldnings-sygdom eller proteinopati. Der kendes en del neurodegenerative sygdomme der kan føres tilbage til fejlfunktioner af tau, se her (en. Neurofibrillary tangle).

## Funktion
En af taus hovedfunktioner er at modulere stabilitet af axonale mikrotubuli gennem isoformerne og fosforylering. Andre nervesystemers MAP'er kan udføre lignende funktioner. Det ses af mus uden tau, der ikke viste nogen abnormalitet i hjerneudviklingen - muligvis grundet en kompensering for manglende tau fra andre MAP'er.

## Struktur
Der findes seks tau-isoformer i det menneskelige hjernevæv, og de adskilles af deres antal af bindingsdomæner. Tre isoformer har tre bindingsdomæner, og de andre tre har fire bindingsdomæner. Bindingsdomænerne findes i proteinets carboxy-terminus, og de er positivt ladet (hvilket gør at de kan binde sig til de negativt ladede mikrotubuli). Isoformerne med fire bindingsdomæner er bedre til at stabilisere mikrotubuli, end dem med tre bindingsdomæner. Isoformerne er et resultat af alternativ deling i exonerne 2, 3 og 10 på tau-genet.
Tau er et fosforprotein med 79 potentielle serin (Ser) eller threonin (Thr) fosforyleringssteder på den største tau-isoform. Fosforylering rapporteres til at ske på cirka 30 af disse steder i normale tau-proteiner. Forsforylering af tau reguleres af en masse kinaser, heriblandt PKN, en serin/theronin-kinase. Når PKN aktiveres, fosforyleres tau, hvilket resulterer i forstyrrelser i mikrotubuliorganiseringen.
Fosforylering af tau reguleres også udviklingsmæssigt. Eksempelvis er foster-tau meget mere fosforyleret i det embryonale CNS end i det voksne tau. Graden af fosforylering i alle seks isoformer nedsættes med alderen på grund af aktiveringen af fosfatase. Lige som kinaser spiller fosfatase en rolle i reguleringen af fosforyleringen af tau. Eksempelvis er både PP2A og PP2B tilstede i menneskeligt hjernevæv og har evnen til at defosforylisere Ser396. Bindingen af disse fosfataser til tau påvirker taus associering med MT'er.
Tau er desuden et intrinsikt uordnet protein uden en indre fast struktur, hvilket medfører stor fleksibilitet med mulighed for opbygning af store molekylære komplekser, der kan ses i mikroskopiske billeder af neurodegenererede hjerner (se billederne).

## Genetik
Hos mennesker er MAPT-genet, der koder for tau-protein, lokaliseret på kromosom 17q21, indeholdende 16 exoner.[kilde mangler]. Den store tau-protein i hjernen er kodet af 11 exoner.[kilde mangler] Exon 2, 3 og 10 er alternativt delt, hvilket giver seks mulige kombinationer (2–3–10–; 2+3–10–; 2+3+10–; 2–3–10+; 2+3–10+; 2+3+10+). Derfor består tau-proteiner af en familie på seks isoformer men 352-441 aminosyrer, i den menneskelige hjerne. De adskiller sig fra enten nul, en eller to indførere af 29 aminosyrer ved N-terminus (exon 2 og 3), og tre eller fire gentagelses-regioner ved C-terminus-delen (exon 10). Så den længste isoform i centralnervesystemet har fire gentagelse (R1, R2, R3 og R4) og to indførere (441 aminosyrere i alt), mens den korteste isoform har tre gentagelse (R1, R3 og R4) og ingen indførere (352 aminosyrere i alt).
MAPT-genet har to haplogrupper, H1 og H2, i hvilke genet optræder med omvendt orientering. Haplogruppe H2 findes normalt i Europa og hos folk med europæisk baggrund. Haplogruppe H1 ser ud til at være associeret med øget sandsynlighed for bestemte demensformer, såsom Alzheimers sygdom. Tilstedeværelsen af begge haplogrupper i Europa betyder, at genkombinationen mellem omvendte haplotyper kan resultere i manglen på en af de fungerende kopier af genet, hvilket kan resultetere i medfødte defekter.

## Klinisk signifikans
Hyperfosforylering af tau-proteinet (tau inklusiner, pTau), kan resulterer i selvdannelse af knuder af parret heliske filamenter og lige filamenter, der er involveret i patogenesen ved Alzheimers sygdom, frontotemporal demens og andre tauopatier.
Alle seks tau-isoformer er tilstede i et ofte hyperfosforyleret stadie i parrede heliske filamenter i hjerner hos Alzheimers-patienter. I andre neurodegenerative sygdomme, er samlede aflejringer beriget med bestemte tau-isoformer blev rapporteret. Når protein fejlfoldes kan det ellers meget opløselige protein danne ekstremt uopløselige produkter der er med til at give en del neurodegenerative sygdomme.
Undersøgelse har givet en idé om at tau måske udløses ekstracellulært af en eksosombaseret mekanisme i Alzheimers sygdom.
Kønsspecifik tau-geneksprssion over forskellige regioner af den menneskelige hjerne har for nylig været impliceret i kønsforskelle i manifesteringen og risikoen for tauopatier.
Nogle aspekter af hvordan sygdommen fungerer antyder også at det har ligheder med prion-proteiner.

## Traumatisk hjerneskade
Gentaget mild traumatisk hjerneskade (TBI), anderkendes nu som et centralt element i hjerneskade i kontaktsport, især amerikansk fodbold, og den hjernerystelsesmæssige kræft ved militære eksplosioner, kan føre til kronisk traumatisk encefalopati (CTE) der karakteriseres ved fibrillære knuder af hyperfosforyleret tau.
Høje niveauer af tau protein i væsken hjernen ligger i, forbindes med dårlig helbredelse efter et hovedtraume.

## Alzheimers sygdoms tau-hypotese
Tau-hypotesen fortæller at store mængder eller abnormal fosforylering af tau resulterer i en transformation af normalt voksen tau til PHF-tau (parret helisk filament) og NFT'er (neurofibrillære knuder). Tau-protein er et stærk opløselig mikrotubuli-associeret protein (MAP). Gennem dets isoformer og fosforylering interagerer tau-protein med tubulin for at stabilisere dannelsen af mikrotubuli. Tau-protein er en familie af seks isoformer, med mellem 352 og 441 aminosyrer. Den længste isoform i CNS har fire gentagelser (R1, R2, R3 og R4) og to indsættere (441 aminosyrere i alt), hvor den korteste isoform har tre gentagelser (R1, R3 og R4) og ingen indsættere (352 aminosyrer i alt). Alle seks tau-isoformer er tilstede i en ofte hyperfosforyleret stadie i parrede heliske filamenter fra AD.
Mutationer der ændrer funktionen og isoformudtrykket af tau fører til hyperfosforylering. Processen med samling af tau ved fraværet af mutationer er ikke kendt, men er muligvis et resultat af øget fosforylering, protease-aktivering eller eksponering for polyanioner, såsom glykoaminoglycans.[kilde mangler] Hyperfosforyleret tau ødelægger mikrotubuli og binder normalt tau, MAP 1 (mikrotubuliassocieret protein 1), MAP 2, og ubiquitin i knuder af PHF. Denne uopløselige struktur ødelægger cytoplastiske funktioner og forstyrre den aksonale transport, hvilket kan føre til celledød.

## Interaktioner
Tau-protein har vist sig at interagerer med proto-onkogene tyrosin-protein kinase:
- Alpha-synuclein,[27][28]
- FYN,[29]
- S100B,[30][31] og
- YWHAZ.[32]